# D-Generation X
D-Generation X (D-X) — американская группировка (затем команда) в рестлинге, выступавшая в World Wrestling Federation (WWF, ныне известная как WWE). Группировка возникла в разгар Attitude Era в WWF в 1997 году как противовес другой известной группировке, «Основанию Хартов»
В её оригинальный состав вошли Шон Майклз, Трипл Эйч, Чайна и Рик Руд. Позже группировка расширялась новыми участниками — Икс-паком, «Изгоями нового века» (Роуд Догг и Билли Ганн) и Тори, пока не была распущена в августе 2000 года. После предполагаемого воссоединения в 2002 году, D-X воссоединилась в июне 2006 года как дуэт Трипл Эйча и Шона Майклза и снова в августе 2009 года до марта 2010 года, незадолго до окончания карьеры Майклза. 8 октября 2018 года было объявлено, что D-Generation X встретятся с «Братьями разрушения» на шоу Crown Jewel. На этом шоу Трипл Эйч и Майклз одержали победу над Гробовщиком и Кейном. 18 февраля 2019 года было объявлено, что группа будет введена в Зал славы WWE в составе Трипл Эйча, Шона Майклза, Икс-пака, Роад Догга, Билли Ганна и Чайны.

## Концепция
Группировка была известна как банда бунтарей, которые нарушали правила, действовали и говорили, как им заблагорассудится, и боролись с теми, с кем хотели, независимо от того, насколько это было провокационно и оскорбительно. Отмеченная за свой грубый, нецензурный юмор и подростковые выходки, группировка неоднократно называлась «самой противоречивой группой в истории WWF/E». В автобиографии Майклза говорится, что автором названия D-Generation X был сценарист WWF Винс Руссо. Брет Харт утверждает, что источником названия стал обозреватель New York Post Фил Мучник, частый критик WWF. Трипл Эйч утверждает, что Шейн Макмэн придумал название D-Generation X в ответ на то, что Брет Харт называл молодых рестлеров «дегенератами».
D-X была одним из трех основных факторов, вместе со Стивом Остином и Скалой, запустивших Attitude Era. Председатель WWE Винс Макмэн неоднократно отрицал, что D-X были вдохновлены или находились под влиянием «Нового мирового порядка» (nWo) из World Championship Wrestling (WCW), хотя основные члены обеих экранных группировок включали членов Kliq (Шон Уолтман даже был членом обеих группировок, как и Майклз во время возрождения nWo в WWE в 2002 году). 6 октября 1997 года, в одном из самых ранних роликов D-X, Майклз намекнул на эту связь вне экрана. После того, как Брет Харт заявил, что уничтожил Kliq и «выгнал их [Скотта Холла и Кевина Нэша] из города» (то есть из WWF в конкурирующую WCW), Майклз ответил: «Kliq владеет этим бизнесом», и сказал, что Kliq подвергся «расширению», а не «уничтожению».

## Участники

### Первый состав
Хилы. Шон Майклз и Трипл Эйч вместе с Чайной начали работать в команде 11 августа 1997 года. Рик Руд сопровождал группу в качестве сюжетной подстраховки Майклза.
- Шон Майклз (лидер и сооснователь; сформировал D-X 13 октября 1997 года в эпизоде Raw Is War; исключен из группы 30 марта 1998 года в эпизоде Raw Is War)
- Трипл Эйч (сооснователь; сформировал D-X 13 октября 1997 года в эпизоде Raw Is War)
- Чайна (сооснователь; сформировала D-X 13 октября 1997 года в эпизоде Raw Is War)
- Рик Руд (сооснователь; сформировал D-X 13 октября 1997 года в эпизоде Raw Is War; перешёл в nWo 17 ноября 1997 года в эпизоде Nitro)
- Майк Тайсон (присоединился 2 марта 1998 года в эпизоде Raw Is War; покинул группу 29 марта 1998 года на WrestleMania XIV)

### Второй состав
Фейсы. Шон Майклз покинул WWF после того, как проиграл Стиву Остину на WrestleMania XIV. После этого Трипл Эйч принял на себя руководство и пригласил Икс-пака, Роуд Догга и Билли Ганна.
- Трипл Эйч (лидер и сооснователь; перешёл в «Корпорацию» 28 марта 1999 года на WrestleMania XV)
- Чайна (сооснователь; перешла в «Корпорацию» 25 января 1999 года в эпизоде Raw Is War)
- Икс-пак (присоединился 30 марта 1998 года в эпизоде Raw Is War)
- Роуд Догг (присоединился 30 марта 1998 года в эпизоде Raw Is War)
- Билли Ганн (присоединился 30 марта 1998 года в эпизоде Raw Is War)

### Третий состав («Фракция Макмэн-Хелмсли»)
Фейсы. Лидерство перешло к Икс-паку и Роад Доггу, которые сохранили название D-X после того, как выиграли права на его использование у Трипл Эйча и Чайны. Кейн никогда не был официальным членом группы, хотя он выходил на ринг вместе с группировкой и выиграл титулы с Икс-паком.
- Трипл Эйч (лидер и сооснователь; последний раз появлялся с D-X на эпизоде SmackDown! 29 июня 2000 года)
- Икс-пак (расформировал группировку 27 августа 2000 года на SummerSlam)
- Роуд Догг (распустил группировку 27 августа 2000 года на SummerSlam)
- Билли Ганн (исключен 28 февраля 2000 года в эпизоде Raw Is War)
- Тори (присоединилась 27 января 2000 года на SmackDown!; последний раз выступала с D-X 25 июня 2000 года на King of the Ring)
- Стефани Макмэн-Хелмсли (присоединилась в начале 2000 года)

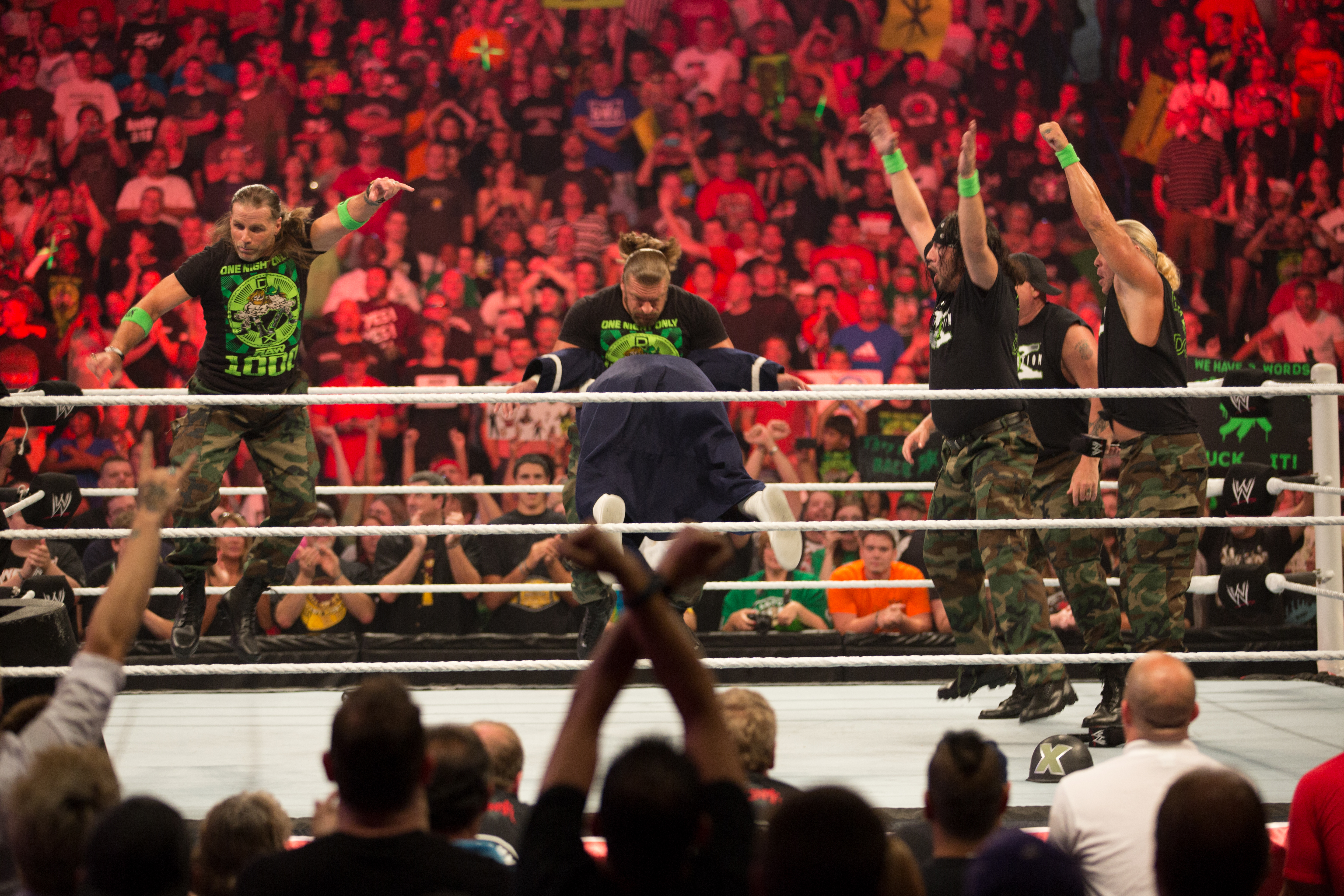
Воссоединения D-X на Raw 1000 в 2012 году.

### Четвёртый состав
Фейсы. В конце концов, группа реформировалась в 2006 году в виде команды Трипл Эйча и Шона Майклза. Эта инкарнация D-X появлялась на протяжении следующих лет.
- Трипл Эйч (солидер и сооснователь; 2006—2007; 2009—2010; 2018)
- Шон Майклз (солидер и сооснователь; 2006—2007; 2009—2010; 2018)
- Хорнсвоггл (присоединился 21 декабря 2009 года в эпизоде Monday Night Raw; последний раз появлялся с D-X 18 января 2010 года в эпизоде Monday Night Raw)